# Nordlige halvkugle
Den nordlige halvkugle er et udtryk, som bruges om den halvdel af jordens overflade, der ligger mellem ækvator og nordpolen. Traditionelt bruges udtrykket kun om kontinenterne Nordamerika, Europa og Asien, men strengt taget hører den nordlige del af både Afrika og Sydamerika med til denne halvdel af verden.
Den reelle grænse mellem den nordlige og den sydlige halvkugle følger altså slet ikke ækvator, men i stedet en linje gennem Panamakanalen, det nordlige Atlanterhav, Gibraltarstrædet, Middelhavet og Suezkanalen. Derefter krydser linjen det Indiske Ocean, går syd om Indonesien og tværs gennem Stillehavet.
Indenfor økologien opfattes den nordlige halvkugle ofte som de to økozoner: Palæarktiske zone og Nearktiske zone som under et betegnes Holarktis.
Indenfor botanikken taler man ofte om såkaldt cirkumboreal udbredelse som fatter arktiske og tempererede områder indenfor holarktis, dvs. holarktis undtagen de subtropiske områder.